# 스타 48

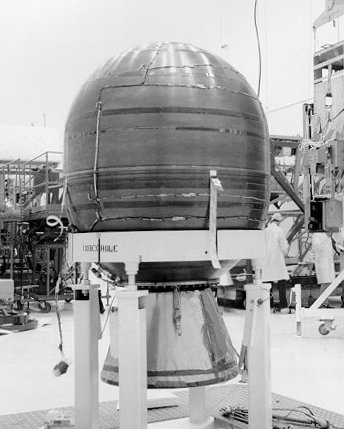
스타 48 로켓

스타 48(Star 48)은 미국의 우주 발사체 상단용 고체연료 로켓이다.

## 역사
스타 로켓은 역사가 매우 오래되었으며, 2019년 현재 스타 37, 스타 48이 사용중이다.
- 스타 24, 추력 2톤, 연소시간 30초
- 스타 27, 추력 2.7톤, 연소시간 34초
- 스타 37, 추력 3.7톤, 연소시간 67초
- 스타 48, 추력 6.8톤, 연소시간 88초

스타 48의 48은 킥모터 직경이 48인치라는 의미이다.

## 대한민국
2013년 성공적으로 발사된 나로호의 2단에 사용한 나로호 킥모터가 미국의 스타 킥모터와 비슷하다. 언론에서는 보통 추력 8톤의 고체로켓이라고 하였지만, 관련 논문에서는 10톤 추력이라고 하며, 어떤 뉴스에서는 항우연 기술자가 13톤 추력이라고 말했다.
- 나로호 킥모터, 추력 8톤, 연소시간 59초, 고체연료, 나로호(KSLV-I)
- KRE-007, 추력 7톤, 연소시간 502초, 액체연료, 누리호(KSLV-II)
- KRE-010, 추력 10톤, 액체연료, 중궤도 정지궤도 발사체(KSLV-III), 대형 정지궤도 발사체(KSLV-IV)